# Agrostis dyeri
Agrostis dyeri é uma espécie de gramínea do gênero Agrostis, pertencente à família Poaceae.